# Just a Walk in the Park
Just a Walk in the Park (Alternativtitel: A Walk in the Park – Verliebt bis auf die Knochen) ist eine US-amerikanisch-kanadische Filmkomödie aus dem Jahr 2002. Regie führte Steven Schachter, der gemeinsam mit Mark S. Kaufman und William H. Macy auch das Drehbuch schrieb.

## Handlung
Adam Willingford lebt davon, dass er Hunde anderer Leute ausführt. Einer der Kunden beauftragt ihn mit dem Beaufsichtigen dessen Wohnung während dessen Abwesenheit. Willingford trifft die Nachbarin Rachel Morgan, von der er für den Besitzer der Wohnung gehalten wird. Morgan und Willingford – der den Irrtum zunächst nicht aufklärt – kommen sich näher.

## Kritiken
Film-Dienst schrieb, der Film sei eine „von sympathischen Darstellern getragene Liebeskomödie“. Er erfinde das Genre nicht neu, aber unterhalte „kurzweilig“.
Die Zeitschrift TV Spielfilm schrieb, der Film sei „harmlos-nett wie ein Spaziergang im Park“. Die Hauptdarsteller würden sich „redlich bemühen, mit Charme und Witz zu punkten“, den „Schmunzelfaktor dieser romantischen Komödie treiben sie aber nicht in die Höhe“.

## Hintergründe
Der Film wurde im Mai 2002 in Montreal gedreht. Seine Premiere fand am 18. August 2002 in den USA und am 19. März 2003 in Deutschland statt.